# Evangelis gnòstics

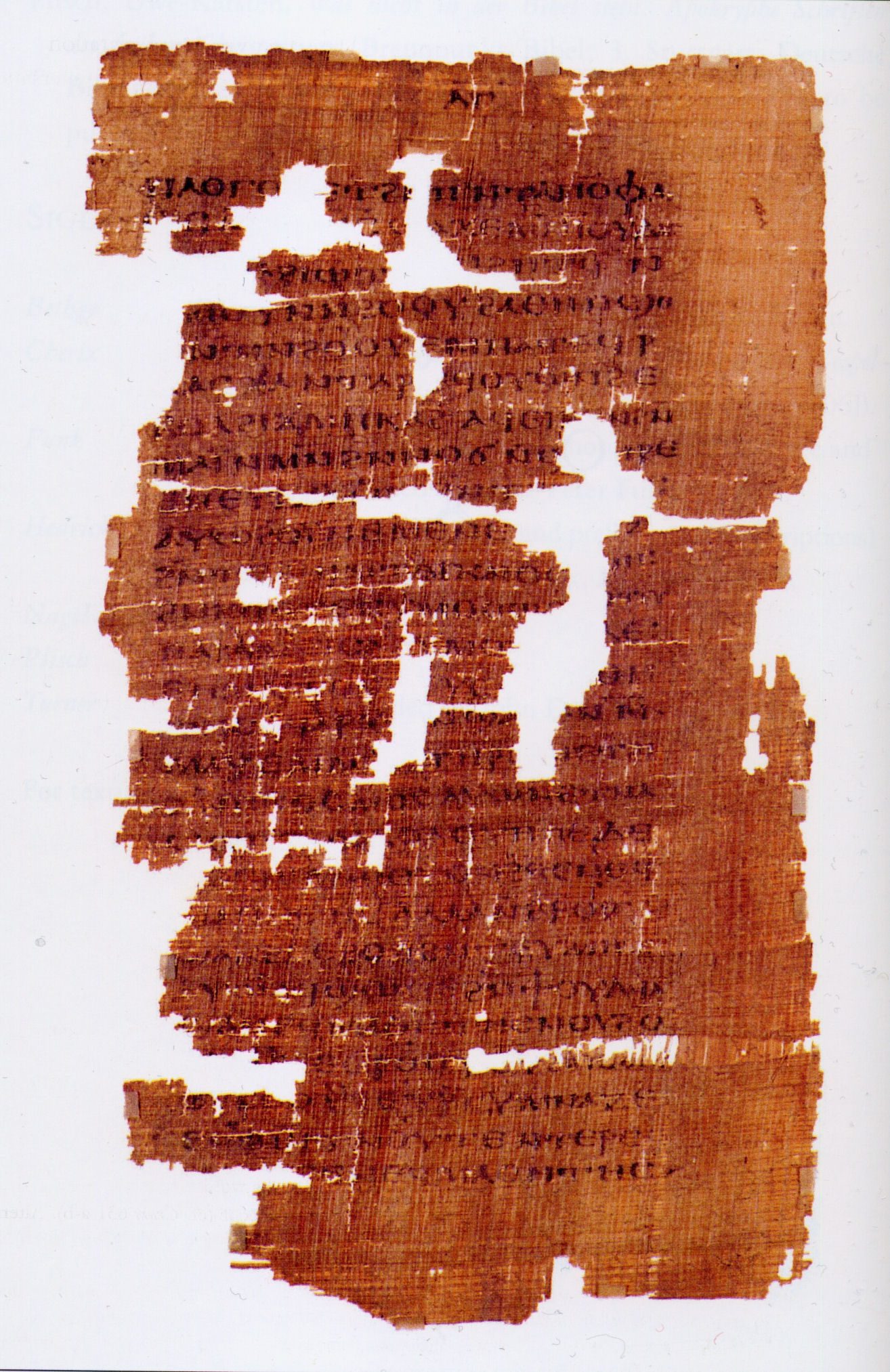
Una pàgina de l'Evangeli de Judes, que forma part dels Evangelis gnòstics.

Els Evangelis gnòstics són una col·lecció de 52 textos antics basats en els ensenyaments de diversos líders espirituals, escrits entre el segle ii i el segle iv dC. Alguns estudiosos consideren que els Oracles de Jesús -una hipotètica col·lecció de frases fetes de Jesús de Natzaret- utilitzades en l'elaboració de l'Evangeli de Tomàs, redactat al voltant del 140 dC, inclouen algunes tradicions encara més antigues que els evangelis del Nou Testament, possiblement de la segona meitat del segle i aC. Aquests evangelis no són part del cànon estàndard per la major part de les branques del cristianisme, i per això formen part del que s'anomenen evangelis apòcrifs. Novel·les i pel·lícules recents sobre els evangelis n'han incrementat l'interès públic.
La paraula gnosticisme prové de la paraula grega gnosi, que significa "coneixement", i que en la filosofia grega sovint significa "il·luminació". Alguns estudiosos segueixen defensant que va ser clau per l'emergència de la filosofia gnòstica i els moviments religiosos. Generalment s'accepta que el gnosticisme era un moviment jueu que va sorgir directament com una reacció del Cristianisme. Els Pares gnòstics representen un segment de la comunitat cristiana primitiva que creia que la salvació no estava en l'adoració de Crist, sinó en un aprenentatge psíquic per aprendre a alliberar-se del món material a través de la revelació. Segons aquesta tradició, les respostes a les qüestions espirituals s'havien de trobar a dins d'un mateix, no a fora. A més, el camí gnòstic no necessita la intermediació de l'Església per la salvació. Diversos acadèmics, com Edward Conze i Elaine Pagels, suggereixen que el gnosticisme barreja ensenayments atribuïts a Jesús de Natzaret amb els ensenyaments que es troben en les tradicions orientals.

## Datació
Els documents que comprenen la col·lecció d'evangelis gnòstics no van ser descoberts de cop, sinó que van ser una sèrie de troballes. Els Manuscrits de Nag Hammadi es van ser descoberts per accident per dos pagesos al desembre de 1945 i porten el nom de la zona d'Egipte on van estar amagats durant segles. Altres documents inclosos als actualment coneguts com a evangelis gnòstics es van trobar en diversos moments i llocs. L'Evangeli de Maria va ser descobert el 1896 com una part del Codi gnòstic de Berlín i publicat el 1955. Diversos documents es van trobar per duplicat en diverses troballes.
Tot i que els manuscrits descoberts a Nag Hammadi generalment s'han datat al segle iv, hi ha cert debat al voltant de la composició original dels textos. Diversos estudiosos sostenen que aquest document es va escriure entre els segles ii i iii. Alguns acadèmics tendeixen a datar els evangelis esmentats per Ireneu de Lió al segle ii, i els evangelis mencionats per Jeroni d'Estridó al segle iv. Tradicionalment els evangelis s'han datat amb aquestes fonts. Altres acadèmics tendeixen utilitzen altres referències per a datar els textos.
1. L'Evangeli de Tomàs és considerat l'evangeli gnòstic més primerenc. Els estudiosos generalment daten el text a mitjans del segle ii.[9] Sovint s'afirma que l'Evangeli de Tomàs té alguns elements gnòstics però no inclou la cosmologia gnòstica completa. No obstant això, fins i tot la descripció d'alguns elements com a gnòstics es basa principalment en la presumpció que el text en el seu conjunt és gnòstic, i aquesta idea es basa en el fet que es va trobar juntament amb altres textos gnòstics a Nag Hammadi.[10] Alguns acadèmics, incloent Nicholas Perrin, argumenten que Tomàs depèn de la Diatessaron, que va compondre Ticià de Síria poc després del 172 dC.[11] Un punt de vista minoritari sosté que el text és de mitjan segle i dC, i relaciona aquest document amb la Font Q entre altres raons.[12]
2. L'Evangeli de Marció, un text gnòstic no canònic, es pot datar durant la vida de Marció, al principi del segle ii. El punt de vista tradicional sosté que Marció no va compondre l'evangeli directament, sinó que a partir de l'Evangeli segons Lluc "va esborrar totes les coses que s'oposaven al seu punt de vista... però va conservar el que estava d'acord amb la seva opinió"[13] El punt de vista tradicional ha estat afirmat pel corrent principal dels erudits bíblics,[14][15] tot i que per G. R. S. Mead presumiblement la col·lecció d'escrits es feia servir en esglésies paulines[16][17] i per això argumentaren que l'evangeli de Marció era anterior al de Lluc.
3. L'Evangeli de Valentí[18] i els ensenyaments de Pistis Sophia es poden datar aproximadament al principi del segle ii com a part de la primera escola de Valentí, tot i que l'evangeli en si és del segle iii.
4. Alguns documents amb influència del Setianisme gnòstic, com l'Evangeli de Judes, o l'Evangeli de Nicodem es poden datar bastant després del 40 dC i molt abans del 250 dC. Generalment s'accepta el segle ii.[19] Els més conservadors utilitzen el mètode tradicional de datació i argumenten que el text es va escriure al principi del segle iii.
5. Alguns evangelis gnòstics com el Trimorphic Protennoia fan ús d'un desenvolupat Neoplatonisme i, per tant, han d'haver estat redactats després de Plotí, al segle iii.[20][21]

## Evangelis seleccionats
Tot i que molts documents que podrien incloure entre els evangelis gnòstics, el terme es refereix habitualment al següents:
- Evangeli de Maria (trobat el 1896)[22]
- Evangeli de Tomàs (versions trobades a Oixirrinc (Egipte) el 1898, i una altra vegada entre els Manuscrits de Nag Hammadi)[23]
- Evangeli de Valentí (trobat entre els Manuscrits de Nag Hammadi)
- Evangeli de Felip (trobat entre els Manuscrits de Nag Hammadi) Quart període.
- Evangeli de Judes (trobat en una fira d'angiguitats el 1983, i restaurat el 2006)[24][25]